# Johann Karl Lavater
Johann Karl Lavater (* 28. Januar 1769 in Hanau; † 22. Februar 1837 ebenda) war ein deutscher Kaufmann und Abgeordneter.

## Leben
Lavater war der Sohn des Kaufmanns aus Zürich und Kurfürstlich Hessischen Hofrats in Hanau Johann Konrad Lavater (1745–1810) und dessen Ehefrau Sara geborene Le Plat (Leoplat) (1721?–1825 oder 1827) aus Hanau. Sein Bruder Corneille Lavater (1780–1840) wurde Theologe und Pfarrer. Er war evangelisch-reformiert (französisch-reformiert) und heiratete 1799 Sally Breeze (* 12. November 1777; † 1855 oder 1857) aus Liverpool.
Lavater war Kauf- und Handelsmann (Particulier) sowie Leihbank- und Kommerzienassessor in Hanau. 1797 wurde er zum Kommerzienrat ernannt.
Im Königreich Westphalen war er von 1810 bis 1813 Mitglied des Departements-Wahlkollegiums des Departements Hanau. Vom 11. Oktober 1810 bis zum 28. Oktober 1813 war er Mitglied der Ständeversammlung des Großherzogtums Frankfurt für das Departement Hanau und den Stand der Güterbesitzer.